# Брезгун Павло Іванович
Павло́ Іва́нович Брезгун (11 липня 1989, с. Новоінгулка, Новоодеський район, Миколаївська область, Українська РСР — 28 травня 2016, с. Новоселівка Друга, Ясинуватський район, Донецька область, Україна) — солдат Збройних сил України, командир мотопіхотного відділення, учасник війни на сході України (13-й окремий мотопіхотний батальйон, 58-ма окрема мотопіхотна бригада).
Загинув у бою з ДРГ терористів між населеними пунктами Верхньоторецьке — Новоселівка Друга Ясинуватського району. У тому ж бою полягли солдати Анатолій Белобусов, Роман Гавриленко та Олександр Шикера.
Похований за місцем народження.

## Нагороди
Указом Президента України № 48/2017 від 27 лютого 2017 року «за особисту мужність, виявлену у захисті державного суверенітету та територіальної цілісності України, самовіддане виконання військового обов'язку» нагороджений орденом «За мужність» III ступеня (посмертно).